# Richard Kim

Chronologie Richard Kim (Shorinji Ryu)

Richard Kim (Richard Sun Sung Kim) (* 17. November 1917 in Papaaloa, Hawaii; † 8. November 2001 in Sacramento, USA) war Großmeister der Kampfkünste, Hanshi und Träger des 10. Dan. Er gründete die Stilrichtung des Shorinji ryu (Karate, Kobudo, Tai Chi).

## Biografie
Richard Sun Sung Kim wurde 1917 in Papaaloa auf Hawaii geboren. Schon in jungen Jahren beschäftigte sich Kim mit dem Thema Kampfkunst und stieß in seinem Leben auf viele namhafte Meister unterschiedlicher Kampfkunst-Richtungen.
Mit sieben Jahren begann Kim mit dem Judo-Unterricht. Drei Jahre später folgte 1927 das erste Training des Karate unter Yabu Kentsū und Ankichi Arakaki. Nach Ankichi Arakakis Tod im Jahr 1928 unterrichtete ihn der Japaner Mizuho Mutsu. 1930 machte Kim seinen Abschluss an der McKinley High School (Hawaii) und nahm Unterricht im Boxen auf Hawaii. Für drei Jahre studierte er an der University of Hawaii.
1933 setzte Kim das Studium des Karate unter General Sadao Araki und Kamesuke Higashionna auf Hawaii fort. Zwei Jahre später trat er in die Handelsmarine ein und lernte Karate bei dem okinawanischen Karatemeister Chibana Chōshin. 1937 traf Richard Kim zum ersten Mal auf Yoshida Kōtarō in Sendai (Japan) – einem der größten Kampfkunstmeister Japans. Anschließend wurde er 1939 Mitglied des großjapanischen Kampfkunstverbandes Dai Nippon Butoki Kai (DNBK) und erhielt Unterricht bei Yabu Kentsu, Kenichi Sawai und Kanken Toyama. Ein Jahr später lernte Richard Kim den Großmeister des Karate und Kobudo Kinjo Hiroshi (Hanshi, 10. Dan) kennen.
1941 trat Kim den Dienst auf einem amerikanischen Frachtschiff, der SS Benjamin Harrison, an. Kim kam kurzzeitig in Gefangenschaft und arbeitete anschließend für die japanische Militärpolizei (Kempeitai) als Übersetzer in Shanghai. Er studierte an der Jiaotong-Universität Shanghai und der Saint John’s University (Shanghai), wo er später seinen Abschluss in Politikwissenschaft ablegte. Kim begann, die inneren und äußeren chinesischen Kampfkünste bei Chen Chen Yuan (Tai Chi), Hsu Chao Lai (Pa Kua) und Wang Xiangzhai (Yiquan) zu erlernen.
Im Jahr 1945 arbeitete Richard Kim schließlich bei der Handelsmarine und zog nach San Francisco. Kim begann das intensive Studium des Daito-ryu und Kobudo bei Yoshida Kotaro, den er bereits 1937 kennengelernt hatte. 1948 zog Richard Kim nach Yokohama (Japan) und traf dort auf die Karate-Meister Gogen Yamaguchi und Mas Oyama. 1949 trainierte er mit Ueshiba Morihei, dem Begründer der modernen japanischen Kampfkunst Aikido.
Ab 1951 begann ein Wendepunkt im Leben von Richard Kim: Aus dem langjährigen Schüler wurde ein Lehrer und Kim unterrichtete ab diesem Zeitpunkt Karate, Judo und Kobudo in Yokohama (nahe Tokio). 1957 gründete Kim gemeinsam mit einem seiner engsten Schüler, James Miyaji, die Kenshu Kan Karate Schule in Hawaii und begann in San Francisco das Training mit Clarence und Richard Lee. Zwei Jahre später wurde der Zen Bei Butoku Kai unter Zuspruch von Ōno Kumao, dem Vorsitzenden der Dai Nippon Butoki Kai, gegründet. Richard Kim zog nach San Francisco, USA und unterrichtete Duke Moore, den späteren Pionier des Aiki-Jujutsu.
Schließlich gründete Kim im Jahr 1964 das Dojo im „Chinese YMCA of San Francisco“. 1968 wurde Richard Kim Technischer Direktor der Internationalen Amateur Karate Federation (IAKF) und 1972 Technischer Direktor der American Amateur Karate Federation (AAKF).
Im Jahr 1976 wurde der internationale Kampfkunstverband Butokukai International zur Förderung der Kampfkunst des Shorinji ryu (Karate, Kobudo, Tai Chi) des Stilbegründers Richard Kim gegründet. 1996 wurde das entsprechende Pendant für Europa, der Butokukai Europe, unter der Leitung von Jean Chalamon gegründet. Seit 2006 wird der Butokukai International unter dem Namen Kokusai Butokukai als offizieller Verband der Shorinji Ryu weitergeführt.
Am 8. November 2001 starb Richard Kim im Alter von 83 Jahren in Sacramento (Kalifornien). Durch den international tätigen japanischen Shotokan-Karatemeister Hidetaka Nishiyama (International Traditional Karate Federation) wurde ihm der 10. Dan postum verliehen.

## Auszeichnungen
- 1973 Black Belt Hall of Fame „Instructor of the Year“[2]
- 1977 Nominiert für die „Black Belt Hall of Fame“
- 1978 Ernennung zum Hanshi (DNBK)
- 1979 Nominiert für die „Black Belt Hall of Fame“
- 1986 Black Belt Hall of Fame „Men of the Year“[10]

## Eigene Literatur
- The Weaponless Warriors (engl.) | Richard Kim | 112 S. | 1974 | ISBN 978-0-89750-041-8
- The Classical Man (engl.) | Richard Kim | 200 S. | 2009 | ISBN 978-0-920129-01-2
- The Classical Man 2 (engl.) | Richard Kim, Don Warrener | 214 S. | 2009 | ISBN 978-1-897307-26-7
- The Classical Man 3 (engl.) | Richard Kim, Don Warrener | 196 S. | 2009 | ISBN 978-1-897307-27-4
- KOBUDO Okinawan Weapons of Matsu Higa (engl.) | Richard Kim | 112 S. | 1983 | ISBN 978-0-920129-03-6
- KOBUDO Okinawan Weapons of Hama Higa (engl.) | Richard Kim | 118 S. | 2006 | ISBN 978-0-920129-08-1
- KOBUDO Okinawan Weapons of Chatan Yara (engl.) | Richard Kim | 96 S. | 2006 | ISBN 978-0-920129-10-4

## Eigene Videos
- The Classical Man | Richard Kim | DVD | englisch | PAL | Rising Sun Video Productions

## Video
- YouTube (Länge 1:53 min.)
- YouTube (Länge 1:35 min.)